# Carl Fredrik Adler
Pour les articles homonymes, voir Adler.
Carl Fredrik Adler, médecin et naturaliste suédois, né le 30 septembre 1720 et décédé au large de Java le 10 juin 1761. Il fait partie des apôtres de Linné.

## Biographie

### Jeunesse et études
Carl Fredrik Adler, fils du soldat Niclas Adler et de Brita Geijer, est né le 30 septembre 1720 à Stockholm. Il entre à l'Université d'Uppsala le 15 février 1742 et y suit les enseignements de médecine de Carl von Linné (1707-1778) et de Nils Rosén (1707-1773). Il soutient une thèse dirigée par Linné sur la bioluminescence et intitulée Noctiluca Marina, le 9 juin 1752.

### Expéditions avec la Compagnie suédoise des Indes orientales
Entre 1748 et 1761, Adler participe comme chirurgien de bord à quatre voyages de la Compagnie suédoise des Indes orientales et en rapporte des échantillons de faune et de flore. En 1748-1749, alors qu'il est encore étudiant, il se rend à Canton à bord du Hoppet. De 1753-1756, il va à Surate et à Canton à bord du Prins Carl. En 1759-1760, il retourne à Canton à bord du Prins Friedric Adolph. L'année suivante, il remonte à bord du même navire pour la même destination, mais meurt au large de Java, le 10 juin 1761. Ses collections d'histoire naturelle de Java sont détruites par des insectes.